# Свети Георги (Енидже Вардар)
Вижте пояснителната страница за други значения на Свети Георги.
„Свети Георги“ (на гръцки: Ιερός ναός Αγίου Γεωργίου) е православен енорийски храм в южномакедонския град Енидже Вардар (Яница), Гърция, част от Воденската, Пелска и Мъгленска епархия.

## История
В 1914 година в Енидже Вардар, в бившата турска махала, се установяват 400 семейства гърци бежанци от тракийските градчета Странджа и Мадитос. В 1918 година митрополит Константий Воденски дава разрешение за изграждане на църква и на тракийците е дадено подходящо място и те построяват църква в западната част на центъра. Посветена е на патрона на Странджа свети Георги. В 1944 година храмът обаче е изгорен от германските окупационни части. След войната на 21 май 1948 година е поставен основният камък на новата църква от митрополит Пантелеймон Воденски и храмът е открит на 24 март 1957 г.

## Описание
Архитект на сградата е Анастасиос Орландос. В архитектурно отношение църквата е кръстокуполна и цялата, с изключение на централните колони, е от камък. Покривът е на четири води с керемиди. Входовете са три – от запад, север и юг. Размерите ѝ 32 (27) m дължина, 19 m ширина и 19 m височина. На северозапад има кулообразна камбанария.
В 1965 година с дарение на енориаш от Странджа е направен нов изписан иконостас. В 1983 година започва изписването на храма от Христофанис Вуцинас и Кацьолас. Храмът е посветен и на свети Николай.